# Pearl Bowser
Pearl Bowser, née le 25 juin 1931 et morte le 14 septembre 2023, est une écrivaine, réalisatrice, productrice et archiviste de cinéma américaine. Elle montre l'importance du cinéma africain-américain qui devient une partie intégrante du cinéma américain. Elle publie un ouvrage sur Oscar Micheaux, le premier réalisateur africain-américain.

## Biographie
En 1931, Pearl Bowser nait à Harlem. Elle est la cadette d'une famille de sept enfants. Elle fréquente les cinémas de Harlem, le long de la 125e rue et regarde des westerns hollywoodiens, des films de série B et tous les films noirs qui sortent à l'époque. Elle étudie à Brooklyn College. Pearl Bowser entame sa carrière dans le cinéma quand un ami, le réalisateur de documentaires Ricky Leacock, lui demande de travailler avec lui pour l'aider à la facturation et à l'achat de matériel. Elle est ensuite embauchée à CBS, la chaîne de télévision canadienne.
Elle est missionnée pour interviewer des acteurs et des proches d'Oscar Micheaux en tant qu'écrivain, producteur et distributeur de films destinés au public noir. Elle acquiert une reconnaissance du cinéma noir progressiste.
Pearl Bowser anime des séminaires et des ateliers sur le cinéma africain-américain et africain dans les universités, les bibliothèques et les musées en 1971. Pearl Bowser entreprend initialement des recherches sur les rôles des femmes noires dans les débuts du cinéma africain-américain. Elle enseigne le cinéma dans les années 1960 et 1970. Elle est l'autrice d'un livre sur les dix premières années de la carrière d'Oscar Micheaux, le premier réalisateur africain-américain qui a dirigé 40 films black entre 1918 et 1940. Elle aide à redécouvrir le cinéma d’Oscar Micheaux et à restaurer sept films. Elle est la fondatrice de African Diaspora Images, une collection d'histoires visuelles et orales documentant l'histoire du cinéma africain-américain.
Elle est directrice du Theatre Project chez Third World Newsreel, un grand distributeur de films indépendants géré par des personnes de couleur aux États-Unis, de 1978 à 1987.

## Filmographie
- 1985 : Namibia: Independence Now!, 55 min
- 1994 : 'Midnight Ramble : Oscar Micheaux and the Story of Black Movies[5]
- 2002 : 'That's Black Entertainment: Westerns
- 2007 : In the Shadow of Hollywood: Race Movies and the Birth of Black Cinema[10]

## Publications
- Writing Himself Into History: Oscar Micheaux, His Silent Films, and His Audiences, 2000, Rutgers University Press [8]
- The History of Black Film, article dans Black Film Review [5]
- Oscar Micheaux and His Circle : African-American Filmmaking and Race Cinema of the Silent Era, Indiana University Press, 2016, 384 pages

## Distinctions
- Prix Jean Mitry pour la redécouverte du cinéma d'Oscar Micheaux, 1985
- Gianate Cinema Muto de Sacile, Italie, 2001
- Prix du livre Kraszner Krausz, Londres, 2002